# John Vernon (friidrottare)
John Vernon, född 3 september 1929, död 21 juni 2019, var en friidrottare från Australien. Han deltog vid olympiska sommarspelen 1956.